# Jom Kippur

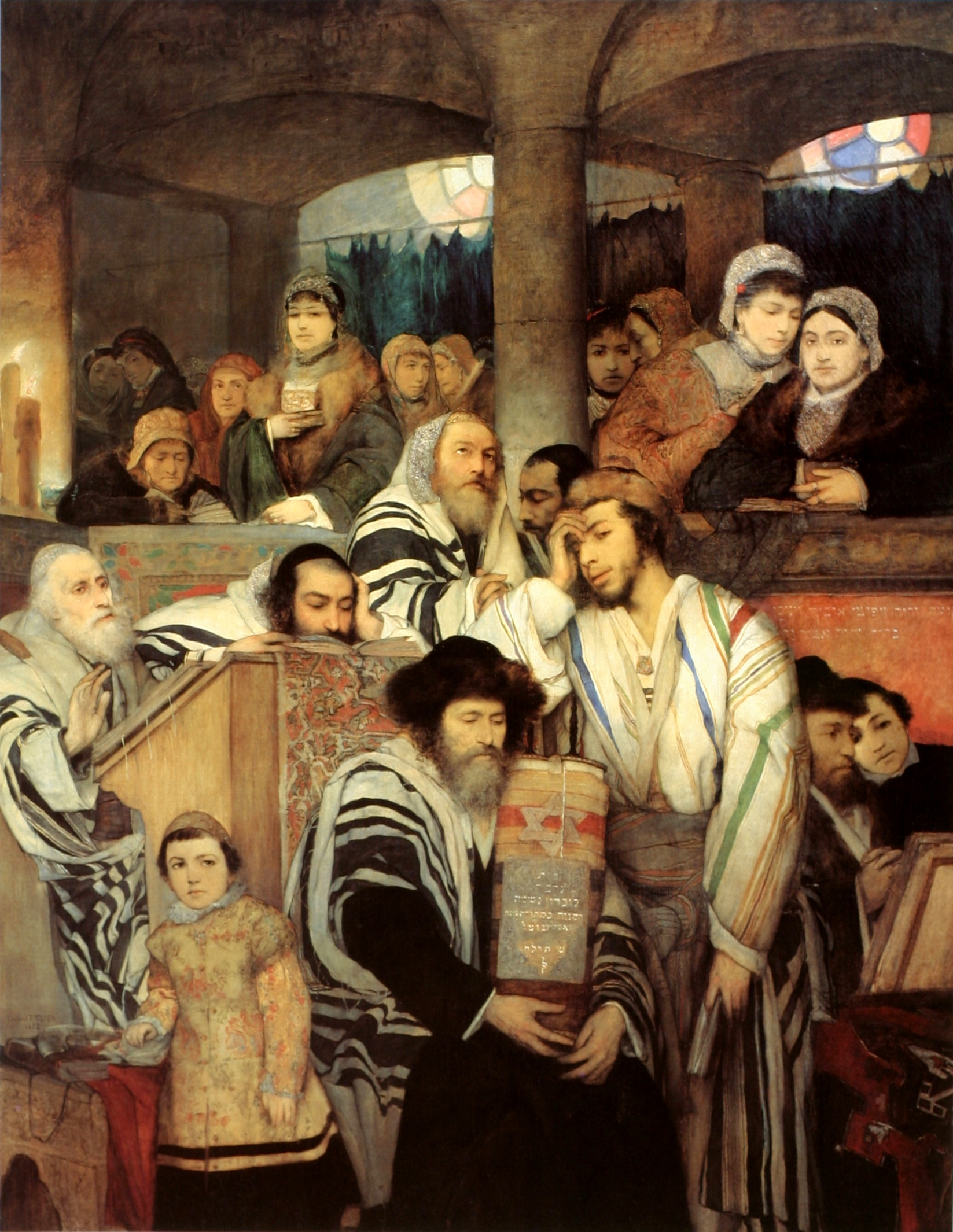
Betende Juden in der Synagoge am Jom Kippur, Gemälde von Maurycy Gottlieb, 1878

Jom Kippur (hebräisch יום כיפור \ יוֹם כִּפּוּר ‚Tag der Sühne‘, auch Jom ha-Kippurim יום הכיפורים \ יוֹם הַכִּפּוּרִים), deutsch zumeist Versöhnungstag oder Versöhnungsfest, ist der höchste jüdische Feiertag. Nach jüdischem Kalendersystem wird er am 10. Tag des Monats Tischri begangen – als strenger Ruhe- und Fastentag. Im Gregorianischen Kalender fällt Jom Kippur von Jahr zu Jahr auf unterschiedliche Daten im September oder Oktober. Zusammen mit dem zehn Tage davor stattfindenden zweitägigen Neujahrsfest Rosch ha-Schana bildet er die Hohen Feiertage des Judentums und den Höhepunkt und Abschluss der zehn Tage der Reue und Umkehr. Jom Kippur wird von einer Mehrheit der Juden, auch nicht-religiösen, in mehr oder weniger strikter Form eingehalten.

## Termine
Das Datum dieses Tages variiert nach dem gregorianischen Kalender, da der jüdische Kalender immer nach dem Mond neu berechnet wird. Jüdische Feiertage beginnen jeweils am Vorabend des angegebenen Tages. Jom Kippur wird an folgenden Tagen gefeiert:
| Jüdisches Jahr | Gregorianisches Datum |
| -------------- | --------------------- |
| 5785           | 12. Oktober 2024      |
| 5786           | 2. Oktober 2025       |
| 5787           | 21. September 2026    |
| 5788           | 11. Oktober 2027      |

Nachdem auch das Islamische Opferfest am 10. Tag eines Monats in einem Mondkalender stattfindet, kommt es alle 32 bis 33 Jahre dazu, dass beide Feiertage für 2 bis 3 aufeinanderfolgende Jahre am selben Kalendertag begangen werden.

## Geschichte
Der in der Tora Jom ha-Kippurim und Schabbat Schabbaton („Schabbat der Schabbate“) genannte Versöhnungstag geht gemäß moderner Exegese vermutlich auf die Zeit nach dem Babylonischen Exil zurück, trotz Parallelen zu hethitischen Ritualen, die auf ein höheres Alter hinweisen. Er war bereits in der früheren Zeit des zweiten Tempels der bedeutendste Feiertag der Israeliten. Die umfangreichste Darstellung dieses Feiertages findet sich im Levitikus (3. Buch Mose): „Am zehnten Tage des siebenten Monats sollt ihr fasten und keine Arbeit tun, weder ein Einheimischer noch ein Fremdling unter euch. Denn an diesem Tage geschieht eure Entsühnung, dass ihr gereinigt werdet; von allen euren Sünden werdet ihr gereinigt vor dem Herrn.“ (Lev 16,29–30 , ebenso Lev 23,26–32  und Num 29,7–11 .)

### Zeit des Zweiten Tempels

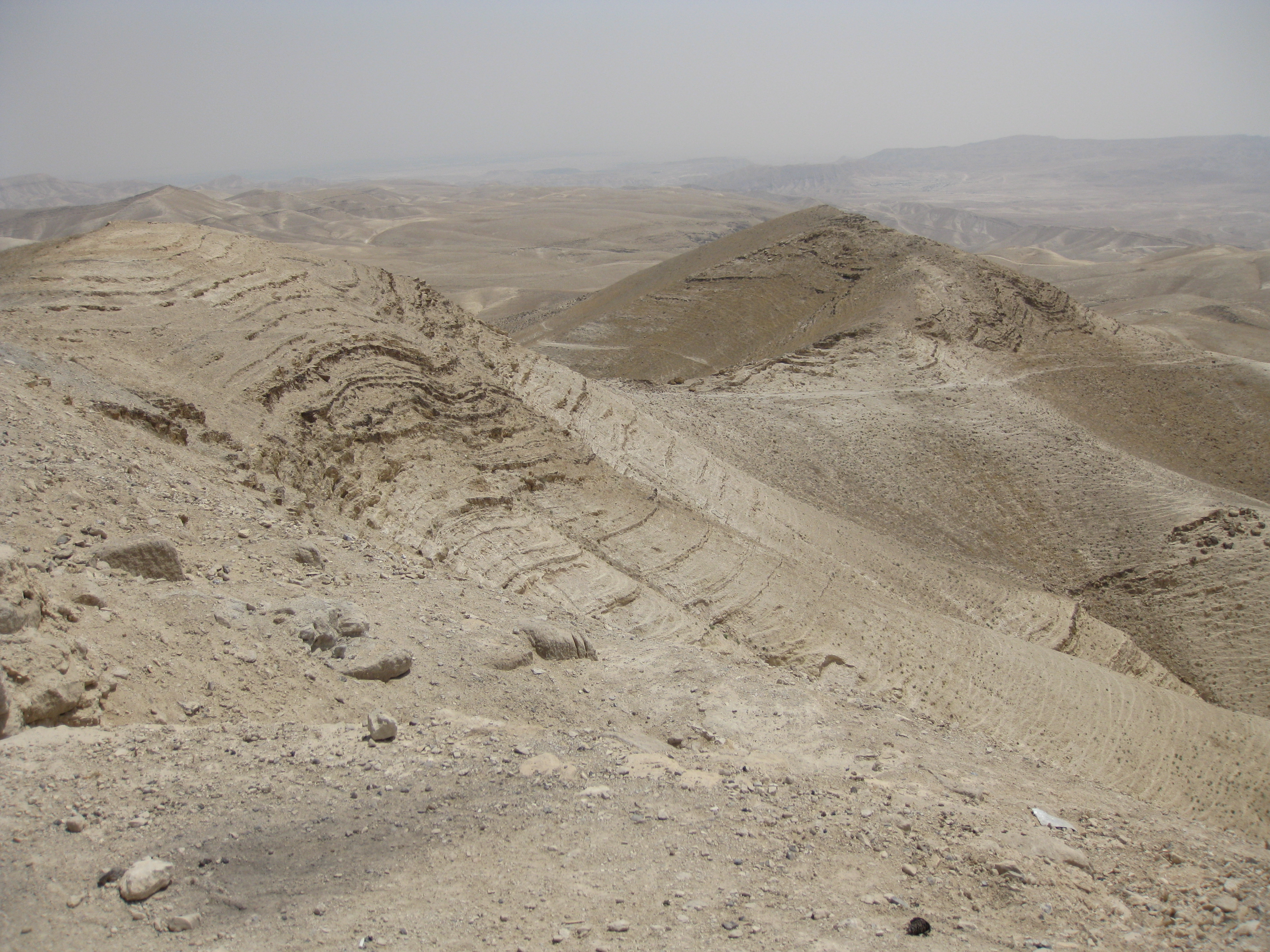
Klippen des Berges Azazel in der Judäischen Wüste

Die zur Zeit des Zweiten Tempels am Versöhnungstag praktizierten Tempelzeremonien könnten sich aus einer bereits früher abgehaltenen Zeremonie zur Reinigung des Tempels entwickelt haben, die dann nach dem Babylonischen Exil ihre in der Bibel (Tanach) beschriebene Form erhielten und sich zum jährlich am zehnten Tag des siebten Monats gefeierten Versöhnungstag entwickelten. Hinweise darauf, dass der Feiertag erst in der nachexilischen Zeit entstanden ist, sind das Fehlen in den Aufzählungen der Feiertage im 2. und 5. Buch Mose und in den Büchern Esra und Nehemia (Ex 23,14 , Ex 34,18–23 , Dtn 16,1–17  Neh 8–9 ), die Bezeichnung Aarons als Hohepriester, die nachexilisch ist, sowie die Kleidervorschrift für den Hohepriester, „leinene Beinkleider“ zu tragen (Lev 16,2–4 ). Hosen waren eine persische Erfindung, die den Israeliten vor dem 6. Jahrhundert v. Chr. kaum bekannt gewesen sein dürfte.
Im Jerusalemer Tempel wurden an diesem Tag besondere Opfer dargebracht, es war der einzige Tag, an dem der Hohepriester – allein und streng abgeschirmt – das Allerheiligste im Tempel betreten durfte, um stellvertretend für das Volk die Vergebung der Sünden zu empfangen. Dort besprengte er die Bundeslade mit dem Blut von zwei Opfertieren. Ebenso wurde über zwei Böcken das Los geworfen (Lev 16,5–22 ). Einer mit dem Los „für Gott“ wurde geopfert zur Reinigung des Tempels. Über dem per Los ermittelten Ziegenbock „für Asasel“ wurden alle Sünden des Volkes Israel vom Hohepriester öffentlich bekannt. Anschließend wurde das Tier „für Asasel“ getötet, indem es über den Rand der Bergklippen in der Judäischen Wüste geschickt wurde.

### Sündenbock

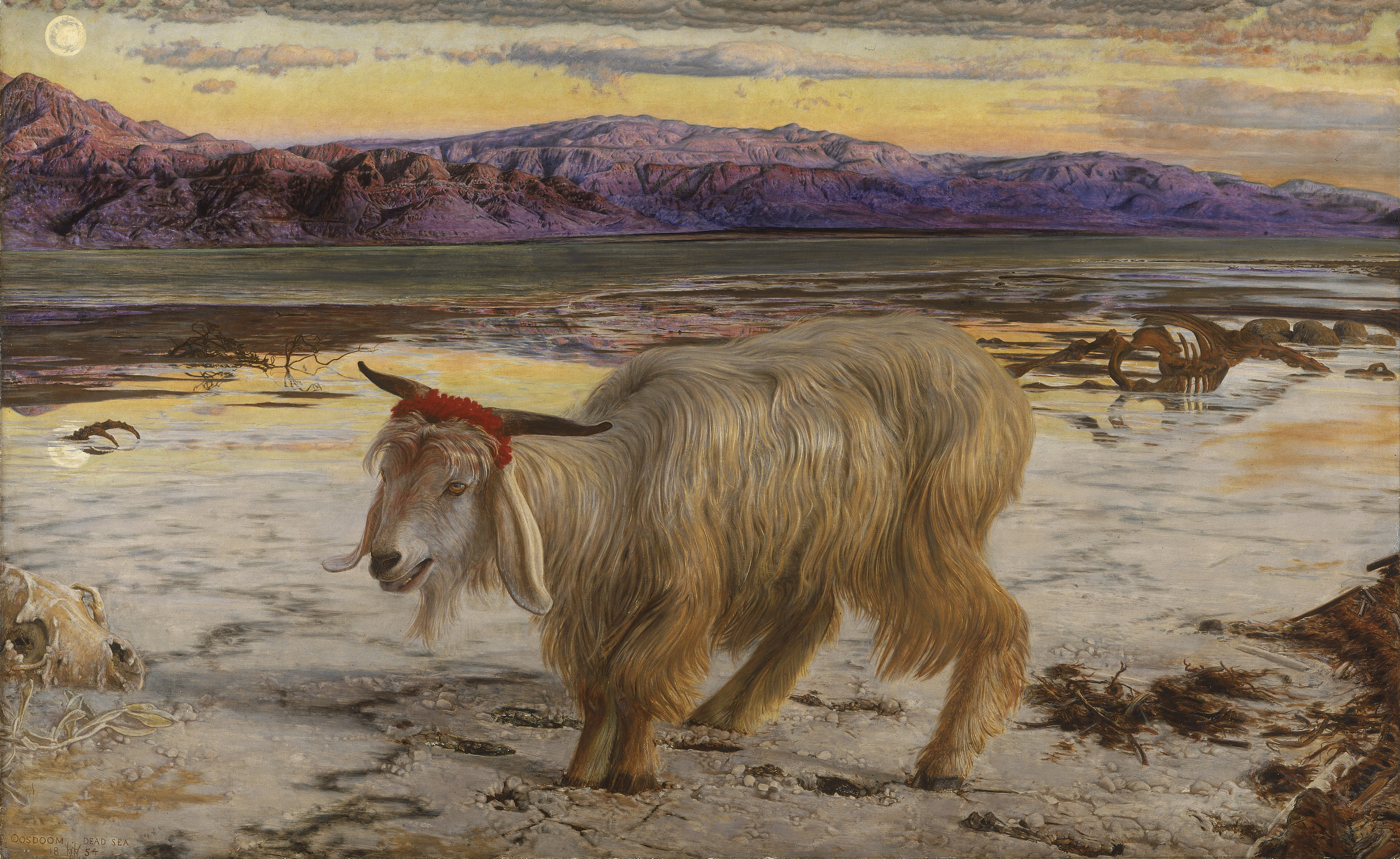
Der Sündenbock,
Gemälde von William Holman Hunt, 1854

Mit der Lutherübersetzung der christlichen Bibel ins Deutsche wurde der Begriff Sündenbock geprägt. Nach der traditionellen christlichen Deutung der Version der Geschichte (Lev 16,3–26 ) im Alten Testament werden dem Bock alle Sünden des Volkes in einer Symbolhandlung aufgeladen, der „Bock für Asasel“ wird als stellvertretender „Sündenbock“ gedeutet. Bis heute ist ein Sündenbock jemand, der von unbußfertigen Menschen für ihr eigenes Unheil, ihre Fehler und Sünden fälschlich beschuldigt und schließlich verantwortlich gemacht wird, und der manchmal beseitigt wird, obwohl das ursprüngliche Konzept ein Bekenntnis eigener Schuld und Reue von der Gemeinschaft verlangte.

### Asasel
Zur Erklärung der Bedeutung dieses Wortes sind verschiedene Theorien aufgestellt worden. Laut Gesenius, Hoffmann und Oxford Hebrew Dictionary ist Asasel ein seltenes hebräisches Nebenwort, das „Entlassung“ oder „gänzliche Entfernung“ bedeutet. Es ist ein alter Ausdruck für die völlige Beseitigung von Sünde und Schuld der Gemeinschaft, die durch Fortsendung des Bockes in die Wildnis symbolisiert wurde. Im Talmud wird Asasel mit „steiles Gebirge“ übersetzt und auf den Felsen in der Wüste bezogen, von dem in späterer Zeit das Tier herabgestürzt wurde. Schon frühzeitig wurde jedoch das Wort Asasel personifiziert, ebenso wie die hebräischen Worte für Unterwelt (Scheol) und Zerstörung (Abaddon). Laut dem apokryphen Buch Henoch ist Asasel oder Asalsel der vornehmste unter den gefallenen Engeln, die die Menschenkinder die Sünde lehrten. Gemäß dieser Interpretation scheint die Idee der Zeremonie darin zu liegen, die Sünden an den bösen Geist zurückzusenden, dessen Einfluss sie ihr Entstehen verdankten. Ähnliche Sühneriten haben sich auch in anderen Völkern erhalten. Moderne historisch-kritische Bibelforscher ordnen die obigen Passagen dem Priesterkodex zu und datieren sie auf ein nachexilisches Datum; sie sehen die Entsendung des Sündenbocks zu Asasel als Einbeziehung einer früher bestehenden Zeremonie.
Einige konservative Bibelexegeten weisen darauf hin, dass der Platz, zu dem der Bock geschickt wird, die „Wildnis“ außerhalb des bewohnten Gebiets ist (und nicht eine lebensfeindliche Wüste), und dass Asasel weder ein Orts- noch ein Personenname ist. Nach ihrer Meinung wurde der „Bock der Entfernung“ einfach in die Freiheit „entlassen“.

### Kapparot
Ein von ultraorthodoxen Juden noch heute praktiziertes Ritual am Vortag des Versöhnungstages ist die rituelle Schlachtung eines Huhnes als Sühneopfer (kapparot), das weder in der Thora noch im Talmud zu finden ist. Dazu wird ein weißes, gesundes, lebendes Huhn – ein Hahn für einen Mann, eine Henne für eine Frau – genommen. Für eine schwangere Frau nimmt man einen Hahn und eine Henne, da das ungeborene Kind ein Knabe sein kann. Mit einem Gebet werden dann die persönlichen Sünden auf das Tier übertragen. Das Huhn wird dann drei Mal über den Kopf geschwungen, wobei jedes Mal gesprochen wird: „Das ist mein Stellvertreter. Das ist mein Auslöser. Das ist meine Sühne. Dieses Huhn geht in den Tod, ich aber gehe einem guten Leben und Frieden entgegen.“ Danach wird das Tier mit einem Schnitt durch die Kehle getötet. Nach dem Ausbluten erhalten Arme das Huhn zum Verzehr.

## Halacha
Auch nach der Zerstörung des Jerusalemer Tempels im Jüdischen Krieg (im Jahr 70) wurde der Versöhnungstag beibehalten. „Auch ohne dargebrachte Opfer bewirkt der Tag an sich Versöhnung“ (Midrasch Sifra, Emor, 14). Nach der jüdischen Lehre ist der Tag nutzlos, solange er nicht von Reue begleitet ist. Das reuevolle Eingeständnis von Sünden war eine Bedingung zur Sühne. „Der Versöhnungstag befreit von Sünden gegen Gott, jedoch von Sünden gegen den Nächsten erst, nachdem die geschädigte Person um Verzeihung gebeten worden ist“ (Talmud Joma VIII, 9). Daher stammt der Brauch, am Vorabend des Fasttages alle Streitigkeiten beizulegen. Am Versöhnungstag erhalten auch die Seelen der Toten Vergebung. Im Gebet Jiskor wird in der Synagoge der Verstorbenen gedacht.

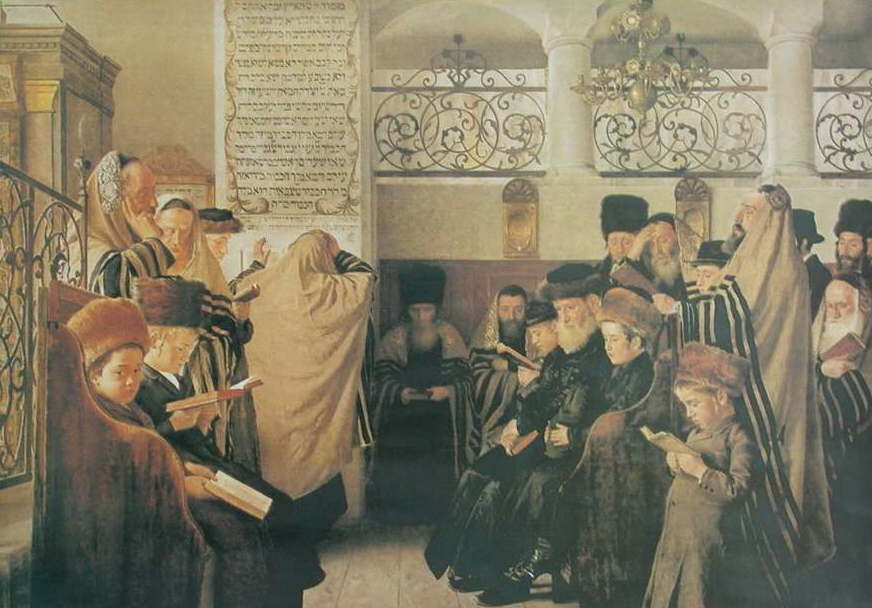
Versöhnungstag, Gemälde von Isidor Kaufmann, etwa 1900

Gemäß talmudischer Überlieferung öffnet Gott am ersten Tag des Jahres drei Bücher: eines für die ganz Schlechten, ein zweites für die ganz Frommen, das dritte für die Durchschnittsmenschen. Das Schicksal der ganz Schlechten und der ganz Frommen wird sogleich entschieden; die Entscheidung über die Durchschnittsmenschen wird jedoch bis Jom Kippur aufgehoben, an dem das Urteil für alle gefällt wird. Im Gebet נְתַנֶּה תֹּֿקֶף Unetaneh tokef heißt es:

„Am Neujahrstag werden sie eingeschrieben und am Versöhnungstag besiegelt, wie viele dahinscheiden sollen und wie viele geboren werden, wer leben und wer sterben soll, wer zu seiner Zeit und wer vor seiner Zeit, wer durch Feuer und wer durch Wasser, wer durch Schwert und wer durch Hunger, wer durch Sturm und wer durch Seuche, wer Ruhe haben wird und wer Unruhe, wer Rast findet und wer umherirrt, wer frei von Sorgen und wer voll Schmerzen, wer hoch und wer niedrig, wer reich und wer arm sein soll. Doch Umkehr, Gebet und Wohltun wenden das böse Verhängnis ab.“

Gemäß Maimonides „hängt alles davon ab, ob die Verdienste eines Menschen die von ihm begangenen Fehler überwiegen“. Deshalb sind zahlreiche gute Taten vor dem Urteil am Versöhnungstag angebracht. Wer von Gott als wertvoll erachtet wird, wird ins Buch des Lebens eingeschrieben, und so wird im Gebet gesagt: „Schreibe uns ins Buch des Lebens ein.“ Auch begrüßt man sich mit den Worten: (hebräisch לשׁנה טוֹבה תּכּתב Leschana towa tikatev), „Mögest du (im Buch des Lebens) für ein glückliches Jahr eingeschrieben werden.“

## Gegenwart
Jom Kippur ist der heiligste und feierlichste Tag des jüdischen Jahres. Jeder Festtag beginnt am Vorabend, denn im jüdischen Kalender dauert der Tag vom Vorabend bis zum Abend des Tages – also Sonnenuntergang zu Sonnenuntergang, nicht von 0 bis 24 Uhr. Der abendliche Beginn wird mit dem Wort (hebräisch ערב Abend) Erev bezeichnet. Für Frauen ab 12 und Männer ab 13 Jahren ist er ein Fastentag, an dem 25 Stunden gefastet wird, das heißt, von kurz vor Sonnenuntergang des Vortags bis zum nächsten Sonnenuntergang wird weder flüssige noch feste Nahrung eingenommen. Auch Rauchen ist untersagt. Vor Beginn des Jom Kippur werden traditionell Kreplach gegessen, gefüllte Teigtaschen, ähnlich den italienischen Ravioli oder von vielen marokkanischen Sephardim der Eintopf Alboronia. Jom Kippur ist der einzige Fasttag, der auch an einem Schabbat begangen wird – die anderen Fasttage werden verschoben, sollten sie auf einen Schabbat fallen. Zu den an Schabbaten und allen Feiertagen geltenden Verboten kommt an Jom Kippur das der sexuellen Betätigung hinzu. Streng religiöse Juden tragen an Jom Kippur keine Lederschuhe und kleiden sich in Weiß. Auch wenig bis gar nicht religiöse Juden halten diese Regeln heute in mehr oder weniger strikter Form ein.

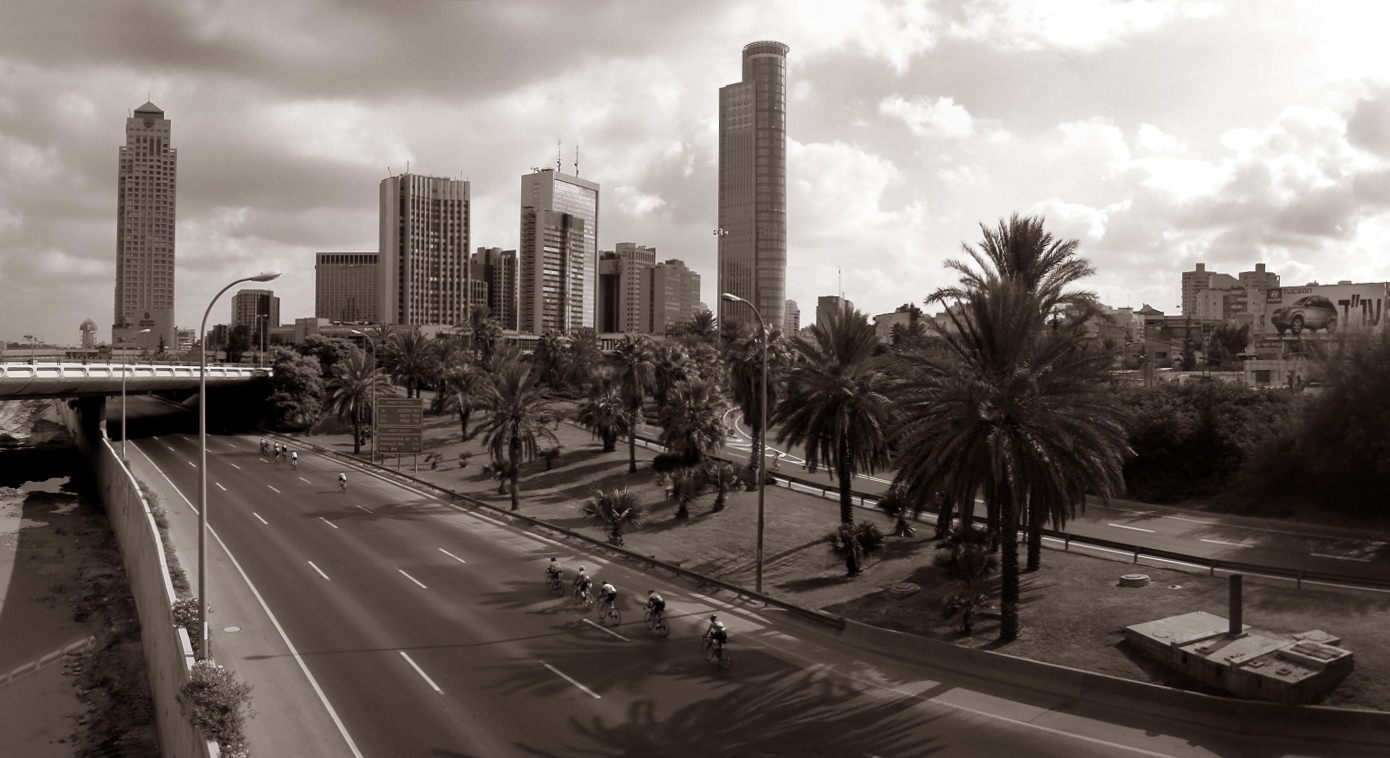
Radfahrer auf der ansonsten chronisch verstopften Autobahn 20 in Tel Aviv (Jom Kippur 2004)

In Israel sind an diesem Tag alle Restaurants und Cafés geschlossen (ausgenommen arabische). Das gesamte öffentliche Leben steht still. Alle Grenzübergänge (auch die Flughäfen) sind geschlossen. Obwohl es kein behördliches Fahrverbot gibt, sind die Straßen fast vollständig autofrei, nur Krankenwagen, Feuerwehr und Polizei verkehren. Säkulare Juden begannen in den letzten Jahrzehnten, diese Situation für Fahrradtouren auf den leeren Autobahnen zu nutzen. Es gilt als unhöflich, an diesem Tag in der Öffentlichkeit zu essen oder Musik zu hören. Es gibt weder Radio- noch Fernsehprogramme. Dass Israel an diesem Tag quasi gelähmt und extrem verwundbar war, nutzten Syrien und Ägypten im Oktober 1973 aus und begannen den Jom-Kippur-Krieg. Aufgrund dieser Erfahrung wird die militärische Einsatzfähigkeit an Jom Kippur voll aufrechterhalten; es gibt „stilles“ Radio und Fernsehen, die kein Programm ausstrahlen, sondern nur im Notfall Mitteilungen senden.

## Gottesdienst

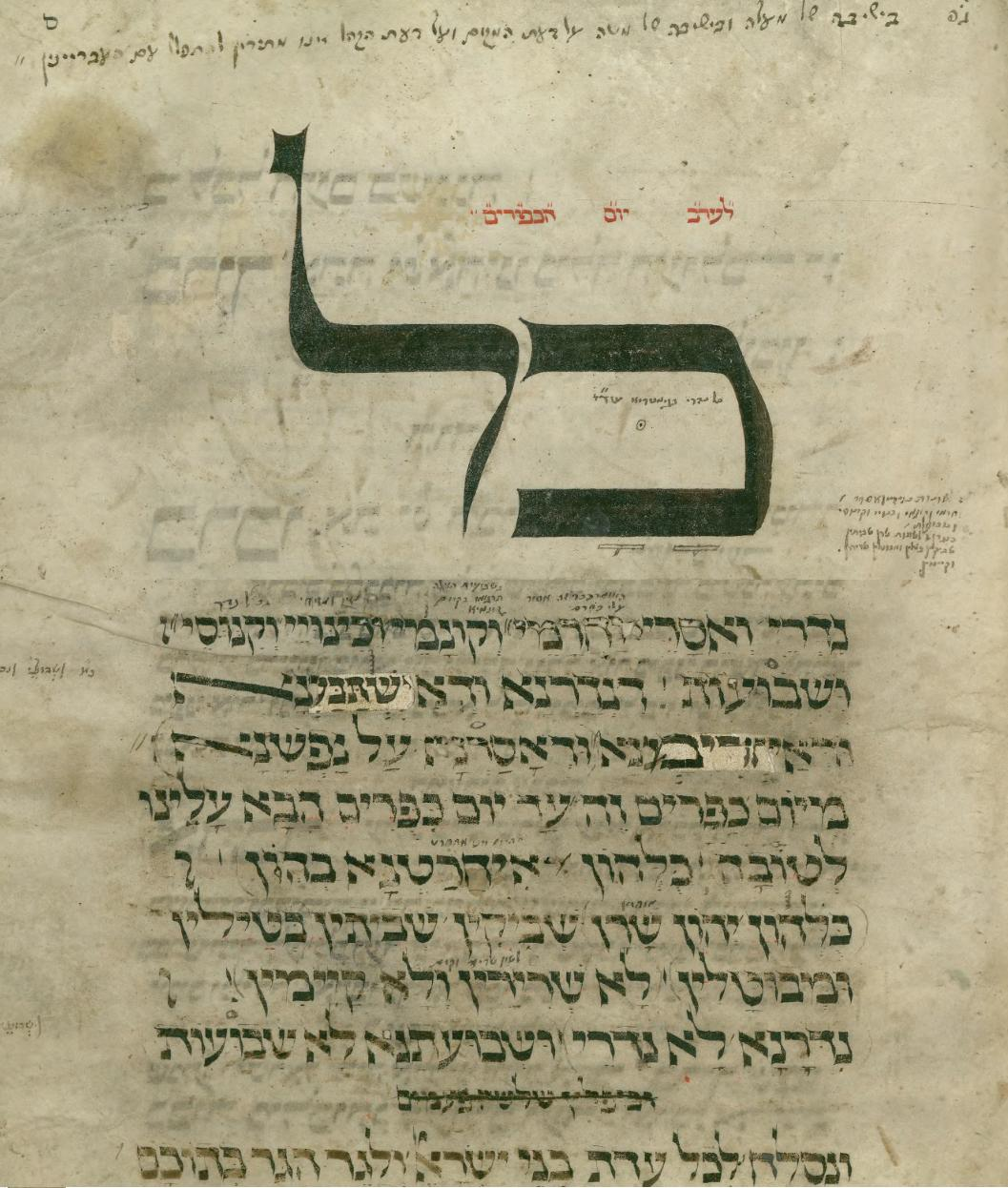
Kol Nidre, Wormser Machsor, 13. Jahrhundert

Der ernste Charakter, der diesen Tag prägt, hat sich bis heute erhalten. Von wenigen Ausnahmen abgesehen dauert der Gottesdienst in den jüdischen Gemeinden aller Richtungen beinahe den ganzen Tag.
Das Abendgebet beginnt mit dem Gebet „Kol Nidre“, das vor Sonnenuntergang gelesen wird. Im Zentrum der Liturgie stehen das Sündenbekenntnis (וִדּוּי Widduj), das in der jüdischen Tradition im Unterschied zur Beichte in christlichen Kirchen stets in der kollektiven Wir-Form abgelegt wird, und die Bitten um Vergebung, die סְלִיחוֹת Slichot (deutsch: Entschuldigungen) genannt werden. „Denn wir sind nicht frechen Angesichtes und hartnäckig, vor dir zu sagen, wir seien Gerechte und hätten nicht gesündigt, in Wahrheit haben wir gesündigt.“

Segnende Hände der Kohanim. Die Geste wird als Nachbildung des Buchstabens שׁ (Schin) des hebräischen Alphabets interpretiert, das den ersten Buchstaben des Wortes Shaddai (der Allmächtige) abbilden soll.

Der Segen (Bracha) Schehechejanu (hebräisch שהחינו „der uns das Leben gegeben hat“) wird gesprochen, ebenso das Bittgebet
אָבִֽינוּ מַלְכֵּֽנוּ Awinu Malkenu (Unser Vater, unser König). Von den כהנים Kohanim (Angehörige des Priestergeschlechts) wird der Aaronitische Segen aus 4 Mos 6,24  erteilt.
Die traditionellen Melodien und Klagegesänge drücken gleichermaßen die Unsicherheit des einzelnen Menschen angesichts eines ungewissen Schicksals aus wie auch die kollektive Erinnerung an vergangene Größe. Am Versöhnungstag suchen Juden die ausschließliche Beschäftigung mit geistigen Dingen. In der Haftara des Morgengebetes wird ein Abschnitt aus dem Buch Jesaja vorgelesen, in dem der biblische Prophet die Bedeutung des echten Fastens erläutert. „Das ist ein Fasten, wie ich es liebe: die Fesseln des Unrechts zu lösen, die Stricke der Unterdrückung zu lösen, die Versklavten freizulassen, jedes Joch zu zerbrechen. Wenn du einen Nackten siehst, bekleide ihn, und dem, der deines Fleisches ist, entziehe dich nicht. Dann wird wie die Morgenröte dein Licht anbrechen und deine Heilung rasch aufsprießen, deine Gerechtigkeit wird vor dir hergehen und die Herrlichkeit des Ewigen wird dich aufnehmen.“ (Jesaja 58,6–8 ) Eine weitere Besonderheit des Versöhnungstages ist das Gebet Neïlah, worin der Abschluss des Tages thematisiert wird. Es wird feierlich und kraftvoll gesprochen, während der Toraschrein geöffnet bleibt. Der endgültige Abschluss von Jom Kippur wird mit dem Schofar bekanntgegeben.

### Jiskor
Vier Mal pro Jahr – an Jom Kippur, Schmini Azeret (Achter [Tag] der Versammlung), am letzten Tage von Pessach und dem zweiten Tag von Schawuot – wird ein besonderes Gedenkgebet, יִזְכֹּר Jiskor („Erinnerung“), zum Gedenken der verschiedenen Seele des Vaters und/oder der Mutter in der Synagoge gesprochen. Dies beinhaltet eine Bitte für Zedaka zu deren Wohle. Nur jene, deren Vater und/oder Mutter nicht mehr unter den Lebenden weilen, verbleiben während des Jiskorgebetes in der Synagoge. Jeder andere verlässt den Raum, um so den Nachkommen einen ernsten privaten Moment zu gewähren, in dem sie sich mit dem Andenken mit ihren Eltern vereinen können.

## Ausfasten

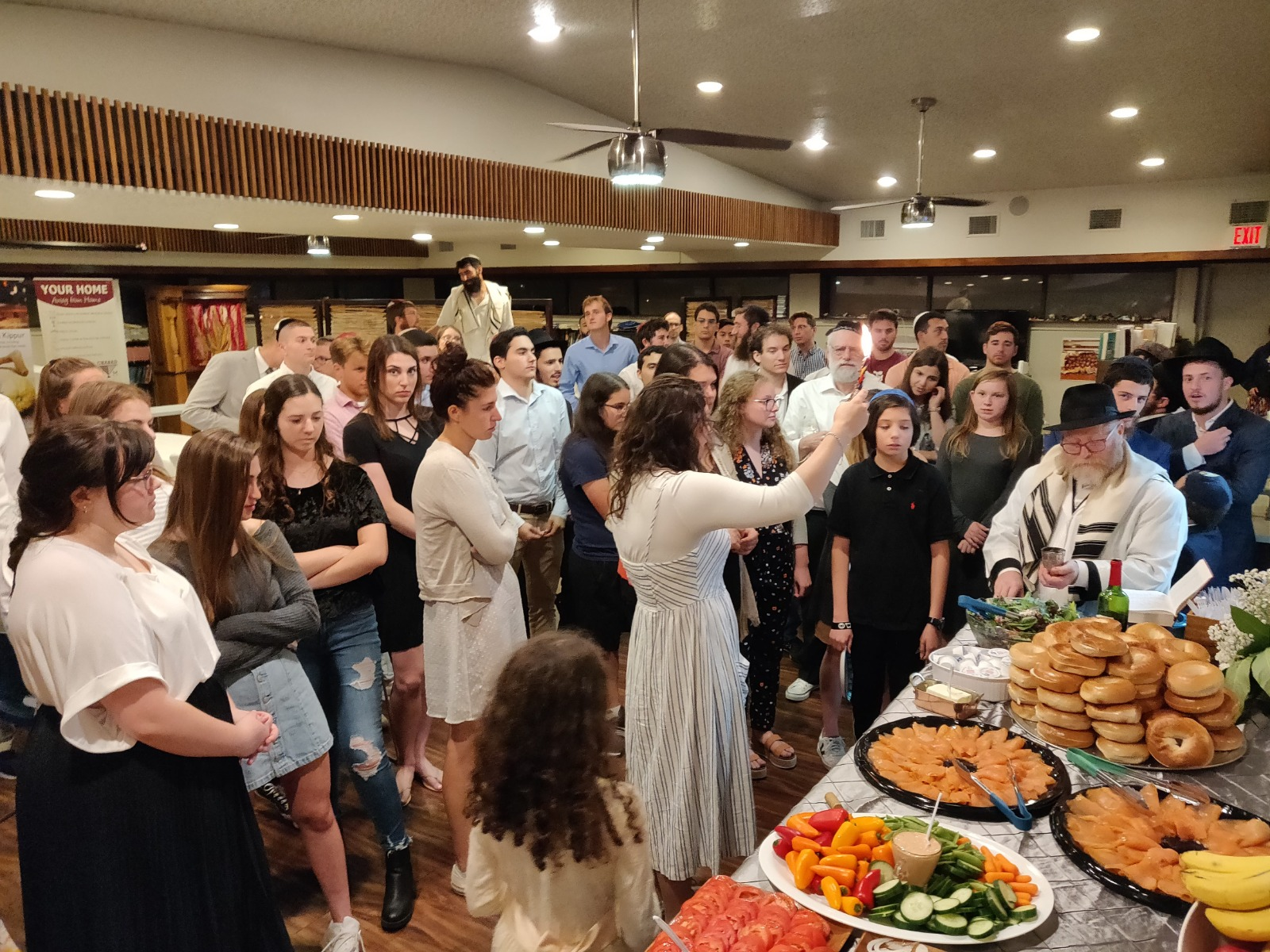
Ausfasten jüdischer Studenten an der Texas A&M University

Nach dem Erklingen der drei Schofartöne am Ende von Jom Kippur eilen die Betenden nach Hause, um das Fasten im Kreis der Familie zu brechen. In einigen Synagogen gibt es einen kleinen Imbiss, um auch dieses „Ausfasten“ gemeinsam im Kreis der Synagogengemeinde zu erleben.

## Wünsche
In der Zeit nach Rosch haSchana, (ab dem 3. Tischri) bis einschließlich Jom Kippur, wünscht man sich hebräisch חתימה טובה chatima towa.
In der Zeit zwischen Jom Kippur und bis einschließlich dem letzten Tag von Sukkot, (Hoschana Rabba) wünscht man sich gegenseitig hebräisch גמר חתימה טובה gmar chatima tova, deutsch ‚möge deine Einschreibung (in das Buch des Lebens) gut abgeschlossen werden‘. „Gmar“ bedeutet endgültig, womit man eine endgültige, gute Besiegelung wünscht. Diese Zeit gibt noch eine letzte Chance bis zum Schluss von Sukkot, sich zum Positiven zu ändern.

## Hochzeit
Am Hochzeitstag selbst fasten die Braut und der Bräutigam und legen ein Sündenbekenntnis ab. Der Tag der Trauung ist als persönlicher Versöhnungstag, als persönlicher Jom Kippur, gedacht, an dem alle Sünden vergeben werden und die beiden ganz neu anfangen dürfen.

## In der Literatur

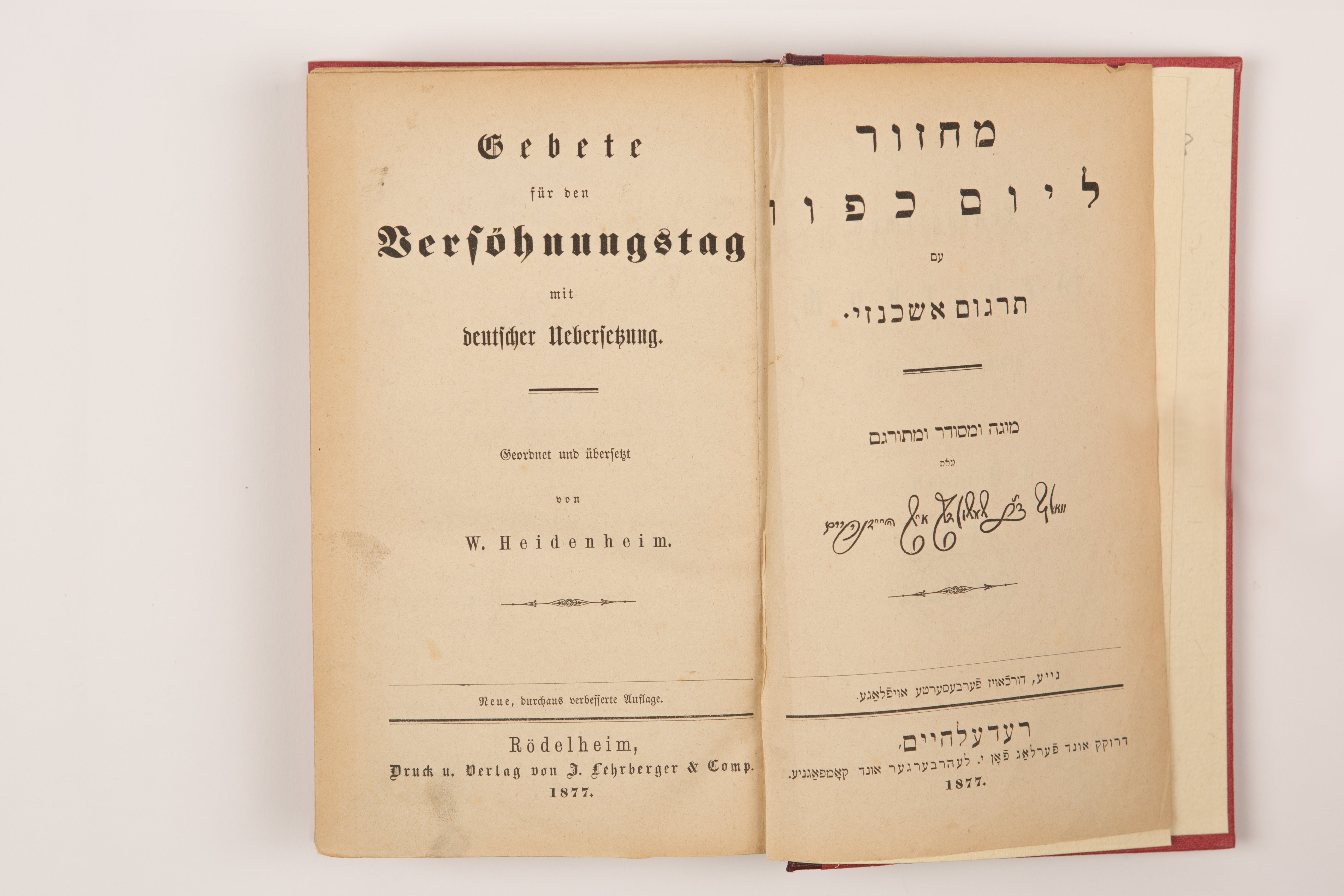
Gebete für den Versöhnungstag mit deutscher Übersetzung, Rödelheim, 1877. In der Sammlung des Jüdischen Museums der Schweiz.

In der jüdischen Literatur spielt Jom Kippur eine große Rolle, so beispielsweise bei dem jiddischen Autor Scholem Alejchem. Franz Kafkas Kurztext Vor dem Gesetz, den er selbst als Legende bezeichnete, kann als Variation von Pesikta Rabbati 20, einer Parabel aus der Aggada gedeutet werden.
- Wolf Heidenheim (Hrsg.): מחזור ליוֹם כִּפּוּר Maḥzôr le-yôm kippûr, deutsch ‚Gebetbuch für den Versöhnungstag‘ (= Gebetbuch für die Festtage. Band 7). Übersetzt von Rabbiner Selig Bamberger. Goldschmidt, Basel 1970, OCLC 615522699.
- Wolf Heidenheim (Hrsg.): Gebetbuch für den Versöhnungsabend = Maḥzôr le-ʻarevît yôm kippûr (= Gebetbuch für die Festtage. Band 6). Goldschmidt, Basel 1970, OCLC 180003020.
- Pentateuch und Haftaroth. Hebräischer Text und deutsche Übersetzung. Kommentar von Joseph Herman Hertz. 5 Bände. Jüdischer Verlag, Berlin 1937/38, DNB 992714273. Nachdruck: Verlag Morascha, Zürich 1984, DNB 551597674.
- Susanne Galley: Das jüdische Jahr. Feste, Gedenk und Feiertage (= Beck’sche Reihe. Band 1523).  Beck, München 2003, ISBN 3-406-49442-0, S. 65–81.